# Киневальд
Киневальд (англ. Cynewald) — король британских англов, сын Кнеббы. Киневальд, после уничтожения Каэр-Линуя, бежал в Кент и стал служить его королю. После его смерти королём англов стал его сын Креода.